# Ella Bohlin
Ella Elin Nikolina Bohlin (ursprungligen Elin Maria Kristina Bladbäck), född 17 januari 1979 i Jönköpings Kristina församling, är en svensk kristdemokratisk politiker som är ledamot i partistyrelsen och verkställande utskottet. I valet till Kristdemokraternas partistyrelse 2019 fick hon flest antal röster. Bohlin var ordförande för Kristdemokratiska ungdomsförbundet 2005–2008 och regionråd i Region Stockholm 2014–2021. Hon är gift med Per Bohlin och bosatt i Stockholm.

## Politisk karriär
Bohlin gick med i Kristdemokratiska ungdomsförbundet (KDU) 1994. Hon var mellan 2005 och 2008 förbundsordförande i KDU. Inför KDU:s riksmöte i Örebro 6 maj 2005 hade valberedningen föreslagit Charlie Weimers till ny förbundsordförande efter Erik Slottner. Det förekom dock kritik mot Weimers på grund av dennes tidigare engagemang i det konservativa nätverket Engelbrekt. Bohlin lanserades därför som motkandidat av vad som beskrivits som förbundets vänsterfalang, men fick också starkt stöd av dem bland Andreas Olofssons anhängare som önskade se någon med tydligt religiös bakgrund. Hon vann omröstningen med siffrorna 79–76.
Ella Bohlin har suttit i Kristdemokraternas partistyrelse och varit ledamot i Studiesociala utredningen "Stärkt stöd för studier - tryggt, enkelt och flexibelt (SOU 2009:28)". Hon stod som första namn på partiets kandidatlista i Europaparlamentsvalet i juni 2009, men blev inte invald då den förre partiledaren Alf Svensson fick avsevärt fler personröster. År 2011 utnämndes hon till politiskt sakkunnig för Kristdemokraterna i Statsrådsberedningens samordningskansli med ansvar för miljö- och landsbygdsfrågor.
Efter valet 2014 valdes hon in i Stockholms läns landstingsfullmäktige och utsågs till landstingsråd med ansvar för bland annat för förlossningsvård. Efter valet 2018 utsågs hon till vårdutvecklingsregionråd. I valet 2018 blev Bohlin den mest kryssade regionpolitikern i landet med sina 7 314 kryss. Den 18 december 2020 meddelade hon sin avgång.

## Ideologi och religion
Bohlin har sagt sig vara kreationist, och att hon anser att skolorna ska presentera både Darwins evolutionslära och Bibelns skapelselära utan att ta ställning för vilken av dessa som är korrekt. Ella Bohlin utsågs av föreningen Vetenskap och Folkbildning till ”Årets förvillare 2005 ... för hennes vilja att jämställa skapelsetro med vetenskap i svenska skolor”. Hon har senare delvis tagit tillbaka sina yttranden och sagt att hon inte vill att kreationismen ska vara ett ämne i skolan och att det inte är någon vetenskap.
Ella Bohlin har tidigare varit medlem i Livets Ord i Uppsala och därefter i Södermalmskyrkan i Stockholm, men säger sig vilja skilja på politik och religion.

## Utbildning och yrke
Bohlin har avlagt filosofie kandidatexamen i statsvetenskap vid Luleå tekniska universitet och har bland annat arbetat som spinninginstruktör.
Med början 2008 var hon under tre år anställd som konsult åt JKL, ett konsultbolag som beskriver sitt arbetsområde som "strategisk kommunikation".